# Лучинецька вулиця
Лучине́цька ву́лиця — зникла вулиця, що існувала в Дніпровському районі міста Києва, місцевість Воскресенська слобідка. Пролягала від тодішньої вулиці Сєрова (нині вулиця Сірожупанників) до Задніпровського провулку.

## Історія
Вулиця виникла в 1-й половині XX століття під назвою Нова. Назву Лучинецька вулиця набула 1958 року.
Ліквідована 1981 року в зв'язку зі знесенням старої забудови Воскресенської слобідки та частковим переплануванням місцевості.